# Kristiine
Kristiine – jedna z ośmiu dzielnic Tallinna, stolicy Estonii. Zamieszkują ją 32 434 osoby (1 grudnia 2015), co stanowi 7,3% populacji całego miasta.
Kristiine dzieli się na trzy mniejsze jednostki administracyjne: Järve, Lilleküla, Tonde
Do 1920 dzielnicę nazywano Kristiinental (Dolina Krystyny) i była głównie obszarem wypoczynkowym dla mieszkańców Tallinna. Nazwa pochodzi od imienia Krystyny Wazówny, królowej Szwecji, która podarowała ten obszar radzie miasta.